# Miley Cyrus
Miley Ray Cyrus (/ˈmaɪli ˈsaɪrəs/, MY-lee SY-rəs; született Destiny Hope Cyrus, 1992. november 23.–) háromszoros Grammy-díjas amerikai énekes-dalszerző és színész. Leginkább változatos művészetéről ismert, a 2000-es évek „Tini Királynőjeként” tartják számon. Úgy is emlegetik, mint azon kevés példák egyikét, amikor egy gyereksztár felnőttként is sikeres zenei karriert futott be. Billy Ray Cyrus countryénekes lányaként 13 évesen a Disney Channel Hannah Montana című televíziós sorozatának (2006-2011) főszereplőjeként tűnt fel tinibálványként. Hannah Montana-ként két első helyezett filmzenei albummal és egy Top 10-es kislemezzel ért el sikereket a Billboard slágerlistákon.
Szólókarrierje a Meet Miley Cyrus (2007) és a Breakout (2008) című amerikai listavezető albumokkal indult, amelyekről megjelentek a See You Again és a 7 Things című kislemezek. A The Time of Our Lives (2009) című EP a második helyig jutott az Egyesült Államokban, míg a Party in the U.S.A. című kislemeze minden idők egyik legkelendőbb kislemeze lett az országban, és később a RIAA gyémánt minősítést adott neki. A The Climb című ballada szintén a negyedik helyig jutott az Egyesült Államokban. Imázsát próbálva újragondolni, a Can’t Be Tamed (2010) című albumával a dance-pop stílust próbálta felfedezni, amely vegyes kritikákat kapott, a címadó dal azonban az Egyesült Államokban a Top 10-be került. Később leszerződött az RCA Recordshoz, és új művészi irányt vett a hiphop és R&B hatású Bangerz (2013) című albumával, amely az ötödik listavezető albuma lett. A We Can’t Stopot és az első Billboard Hot 100-as listavezető dalát, a Wrecking Ball-t tartalmazó album első Grammy-jelölését hozta Cyrusnak. Ezután olyan albumokkal próbálkozott különböző műfajokban, mint a Miley Cyrus & Her Dead Petz (2015), a Younger Now (2017) és a Plastic Hearts (2020). Miután 2021-ben leszerződött a Columbia Recordshoz, Cyrus kiadta Endless Summer Vacation (2023) című albumát, melynek első kislemeze, a Flowers különböző rekordokat állított fel, és Cyrus második amerikai listavezető dala lett. A dal két Grammy-díjat nyert, köztük Az év felvétele elismerést, az albumot pedig Az év albumának jelölték. Kilencedik stúdióalbuma, a Something Beautiful (2025) egy vizuális album, amelyhez egy azonos című zenés film is készült.
Zenei pályafutása mellett Cyrus szerepelt a Volt (2008), a Hannah Montana – A film (2009), Az utolsó dal (2010), a LOL (2012) és a Totál beépülve (2013) című filmekben, valamint rövid ideig feltűnt A galaxis őrzői vol. 2.-ben (2017) és a Szökevény csajok (2024) című filmekben. A televízió számára elkészítette a Miley: The Movement (2013) című dokumentumfilmet, coach volt a The Voice című tehetségkutatóban (2016-2017), szerepelt a Fekete tükör című Netflix-sorozat „Rachel, Jack and Ashley Too” című epizódjában (2019), az NBC éves ünnepi különkiadásának, a Miley’s New Year’s Eve Party-nak házigazdája (2021–jelenleg), valamint a Disney+ koncert különkiadásának, az Endless Summer Vacation (Backyard Sessions) (2023) főszereplője és executive producere. 2014-ben megalapította a Happy Hippie Foundation nevű nonprofit alapítványt, amelyet a Backyard Sessions című webvideó-sorozat (2012-2023) kísért.
Cyrus számos elismerést kapott, többek között két Grammy-díjat, egy Brit-díjat, öt Billboard Music Awards-díjat, három MTV Video Music Awards-díjat és nyolc Guinness Világrekordot. Olyan listákon szerepelt, mint a Time 100 (2008 és 2014) és a Forbes 30 Under 30 (2014 és 2021). A Billboard a Billboard 200 kilencedik legjobb női előadójaként és minden idők 62. legjobb előadójaként rangsorolta. Cyrus a nyolcadik legtöbb digitális RIAA-minősítéssel rendelkező női előadó, a Billboard szerint pedig a 2010-es évek egyik legsikeresebb zenésze.

## Gyermekkora és a karrier kezdete
Destiny Hope Cyrus 1992. november 23-án született a Tennessee állambeli Franklinben, Leticia "Tish" Jean Cyrus (született Finley) és Billy Ray Cyrus countryénekes gyermekeként. Szupraventrikuláris tachycardiával született, ami rendellenes nyugalmi szívritmust okoz. Születési neve, Destiny Hope, kifejezte szülei hitét abban, hogy nagy dolgokat fog elérni. Szülei a „Smiley” becenevet adták neki, amit később „Miley”-ra rövidítettek, mert csecsemőként gyakran mosolygott. 2008-ban törvényesen Miley Ray Cyrusra változtatta a nevét; középső neve nagyapja, a Kentuckyból származó demokrata politikus, Ronald Ray Cyrus előtt tiszteleg. Cyrus keresztanyja az énekes-dalszerző Dolly Parton.
Apja lemezkiadójának tanácsa ellenére, Cyrus szülei titokban összeházasodtak 1993. december 28-án, egy évvel a lány születése után. Még két gyermekük született, Braison és Noah. Egy korábbi kapcsolatából édesanyjának van még két gyermeke, Brandi és Trace. Apja első gyermeke, Christopher Cody 1992 áprilisában született, és külön nőtt fel édesanyjával, Kristin Luckey pincérnővel Dél-Karolinában.
Cyrus anyai ágon született testvérei mind közismert előadóművészek. Trace a Metro Station nevű elektronikus popzenekar énekese és gitárosa. Noah színésznő, Braison mellett modellkedik, énekel és dalokat ír. Brandi korábban a Frank + Derol nevű indie rockzenekar zenésze volt, emellett hivatásos DJ. A Cyrus-farmház 500 hektáros területen található Nashville mellett.
Cyrus a Williamson megyei Heritage általános iskolába járt, míg ő és családja a Tennessee állambeli Thompson’s Stationben élt. Amikor megkapta Hannah Montana szerepét, a család Los Angelesbe költözött, és az Options for Youth Charter Schoolba járt, ahol egy magántanárral tanult a forgatásokon. Keresztényként nevelkedett, egy déli baptista templomban keresztelték meg, mielőtt 2005-ben Hollywoodba költöztek. Gyermekkorában rendszeresen járt templomba, és tisztasági gyűrűt viselt. 2001-ben, amikor Cyrus nyolcéves volt, családjával a kanadai Torontóba költözött, amíg édesapja a Doki című tévésorozatot forgatta. Miután Billy Ray Cyrus elvitte lányát a Mamma Mia! egy 2001-es előadására a Royal Alexandra Színházba, Miley Cyrus megragadta a karját, és azt mondta neki: „Ezt akarom csinálni, apuci. Színésznő akarok lenni.” Ének- és színészleckéket kezdett venni a torontói Armstrong Acting Studio-ban.
Cyrus első színészi szerepe Kylie volt az apja Doki című tévésorozatban. 2003-ban a születési neve alatt kapott szerepet Tim Burton Nagy hal című filmjében. Ebben az időszakban Taylor Lautnerrel együtt meghallgatáson vett részt a Cápasrác és Lávalány kalandjai (2005) című játékfilmhez. Bár egyike volt a két esélyesnek a szerepre, ő inkább a Hannah Montana című sorozatot választotta.
Édesanyja lett Miley menedzsere, és azon dolgozott, hogy csapatot szerezzen lánya karrierjének építéséhez. Cyrus szerződést kötött Mitchell Gossett-tel, a Cunningham Escott Slevin Doherty ifjúsági részlegének igazgatójával. Úgy tartják Gossett „fedezte fel” Cyrust, és kulcsszerepet játszott abban, hogy meghallgatásra jelentkezett Hannah Montana szerepére. Később leszerződött Jason Morey-hoz a Morey Management Grouptól, aki a zenei karrierjével foglalkozott; Dolly Parton irányította hozzá. Apja pénzügyi menedzserét is felvette a csapatába.

## Pályafutása

### 2006–2009:Hannah Montanaés az első zenei kiadványok

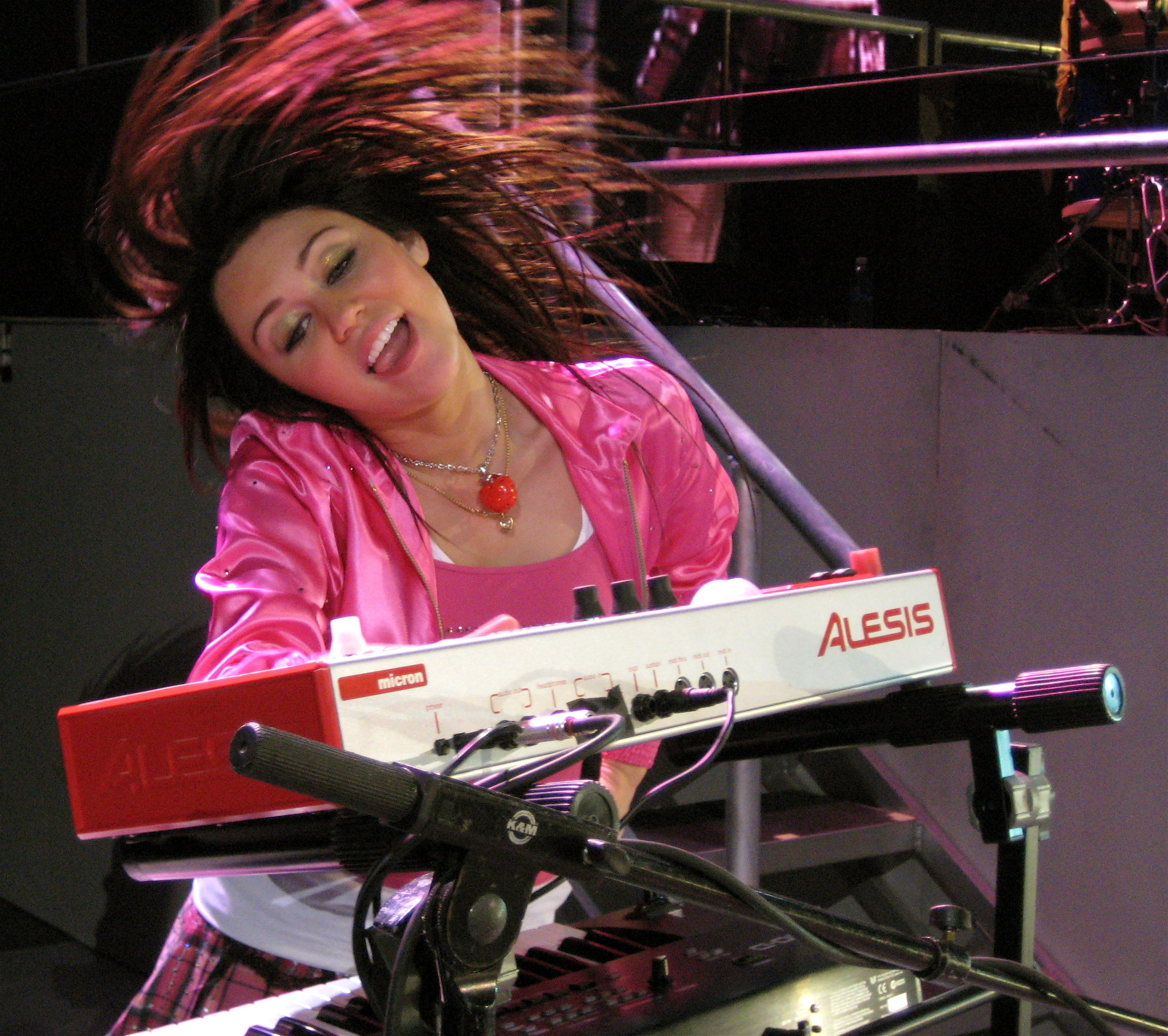
Cyrus a Best of Both Worlds turnéján 2007-ben

Cyrus tizenhárom évesen jelentkezett a Disney Channel Hannah Montana című televíziós sorozatának meghallgatására. A címszereplő legjobb barátnőjének szerepére jelentkezett, de a főszerepre hívták be a teljesítményét látva. Annak ellenére, hogy először nem kapta meg a szerepet, mert „túl kicsi és túl fiatal” volt hozzá, később énekesi és színészi képességei miatt visszahívták rá. A 2006 márciusában bemutatott sorozat a Disney Channel legnagyobb nézettségű műsora volt, és nem sokkal később a legmagasabb nézettségű sorozatok közé került a kábeltelevíziós csatornák történetében. A sorozat sikere oda vezetett, hogy Cyrust „tinibálványnak” bélyegezték. 2006 szeptemberében Hannah Montana néven turnézott a Cheetah Girlsszel, és a show első évadának dalait adta elő. A Walt Disney Records még az év októberében kiadta a Cyrus karakterének tulajdonított soundtracket. A lemez kereskedelmi sikert aratott, az Egyesült Államokban a Billboard 200-as listájának élére került; világszerte több mint hárommillió példányban kelt el. A soundtrack megjelenésével Cyrus lett az első olyan előadó a Walt Disney Company-n belül, akinek televíziós, filmes, fogyasztói termék- és zenei szerződései vannak.
Cyrus négy albumra szóló szerződést kötött a Hollywood Records-szal, hogy forgalmazza a nem Hannah Montana-filmzenéit. 2007 júniusában adta ki a Hannah Montana 2: Meet Miley Cyrus című kétlemezes albumot. Az első lemez a Hannah Montana második soundtrackjeként, míg a második lemez Cyrus debütáló stúdióalbumaként szolgált. Ez volt a második albuma, amely a Billboard 200-as lista élére került, és több mint hárommillió példányban kelt el. Hónapokkal a projekt megjelenése után a See You Again (2007) című dal jelent meg az album első kislemezeként. A dal kereskedelmi sikert aratott, és megjelenése óta több mint kétmillió példányban kelt el az Egyesült Államokban. Együttműködött édesapjával a Ready, Set, Don’t Go (2007) című kislemezen. Ezután Cyrus elindult a nagy sikerű Best of Both Worlds turnéra (2007–08), hogy népszerűsítse a lemez megjelenését. A Ticketmaster illetékesei úgy nyilatkoztak, hogy „a Beatles vagy Elvis óta nem volt ilyen szintű és intenzitású kereslet”. A turné sikere vezetett a Hannah Montana & Miley Cyrus: Best of Both Worlds Concert (2008) című 3D-s koncertfilm mozivászonra kerüléséhez. Bár eredetileg csak korlátozott vetítésre szánták, a film sikere miatt hosszabb ideig került mozivászonra.

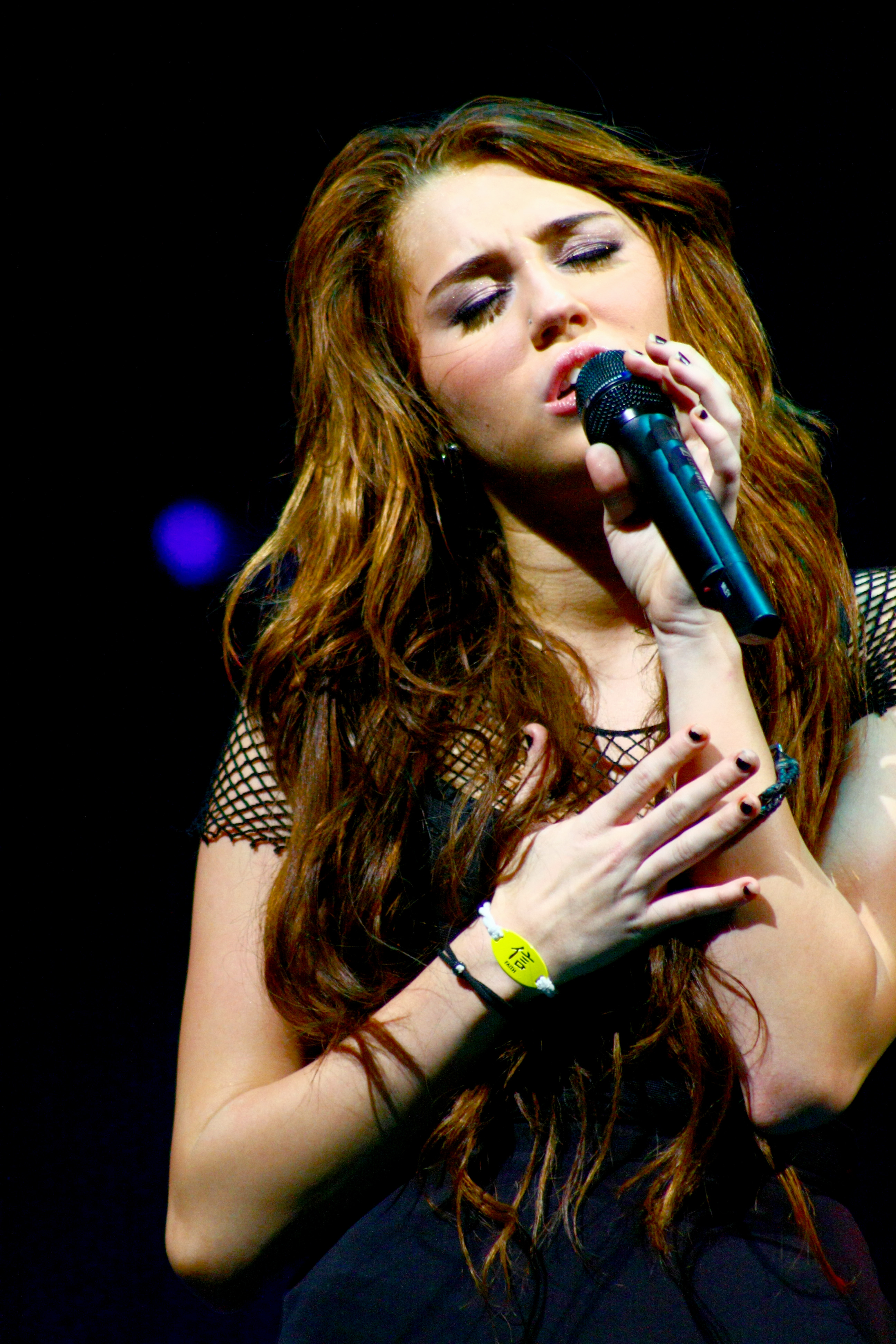
Cyrus a 2009-es Wonder World Touron

Cyrus és barátja, Mandy Jiroux 2008 februárjában kezdett videókat közzétenni a YouTube-on, a klipeket The Miley and Mandy Show néven hívták; a videók nagy online követőtáborra tettek szert. 2008 áprilisában egy tinédzser, aki feltörte Cyrus Gmail-fiókját, több, alsóneműben és fürdőruhában készült képet szivárogtatott ki az interneten. További viták törtek ki, amikor kiderült, hogy az akkor 15 éves Cyrus topless pózolt Annie Leibovitz fotózásán a Vanity Fair számára. A New York Times utólag tisztázta, hogy bár a felvétel azt a benyomást keltette, hogy Cyrus meztelenül van, egy lepedőbe burkolózott, és nem volt topless.
Cyrus még az év júniusában kiadta második stúdióalbumát, a Breakout (2008) címmel. Az album karrierje eddigi legmagasabb első heti eladásait produkálta, és Cyrus harmadszor került a Billboard 200-as lista élére. Cyrus később John Travolta oldalán szerepelt a Volt című animációs filmben (2008), ami egyben filmes debütálása is; ő írta a filmhez az I Thought I Lost You (2008) című dalt is, amelyet Travoltával duettben énekel. A film kritikai és kereskedelmi sikert aratott, és Golden Globe-díjra jelölték A legjobb eredeti dal kategóriában.
2009 márciusában Cyrus kiadta a The Climb (2009) című dalt a Hannah Montana – A film című játékfilm soundtrackjéről. A dal meleg kritikai és kereskedelmi visszhangot kapott, és crossover sláger lett mind a pop, mind a country zenei formátumokban. A kislemezt tartalmazó soundtrack a Billboard 200-as lista első helyezettje lett; 16 évesen Cyrus lett a legfiatalabb előadó a történelemben, akinek négy első helyezett albuma volt a listán. Hannah Montanaként 2009 júliusában adta ki negyedik filmzenéjét, amely a Billboard 200-as listáján a második helyen debütált. Cyrus később elindította első divatkollekcióját, a Miley Cyrus and Max Azria-t a Walmarton keresztül. Ezt a Party in the U.S.A. című dal és a The Time of Our Lives című EP (2009) megjelenésével népszerűsítették. Cyrus azt mondta, hogy a lemez „egy átmeneti album [...] tényleg bemutatni az embereknek, hogy milyen hangzást szeretnék a következő lemezemnek, és idővel ezt egy kicsit jobban meg tudom majd csinálni”. A Party in the U.S.A. Cyrus egyik legsikeresebb kislemeze lett, és az egyik legismertebb dalának tartják. Elindult első világkörüli turnéjára, a Wonder World Tourra (2009), amely kritikai és kereskedelmi sikert aratott. 2009. december 7-én Cyrus fellépett II. Erzsébet királynő és a brit királyi család más tagjai előtt a Royal Variety Performance-on a lancashire-i Blackpoolban. A Billboard a 2009-es év negyedik legsikeresebb női előadójaként rangsorolta.

### 2010–2012: Új arculat,Can’t Be Tamedés színészi szerepek

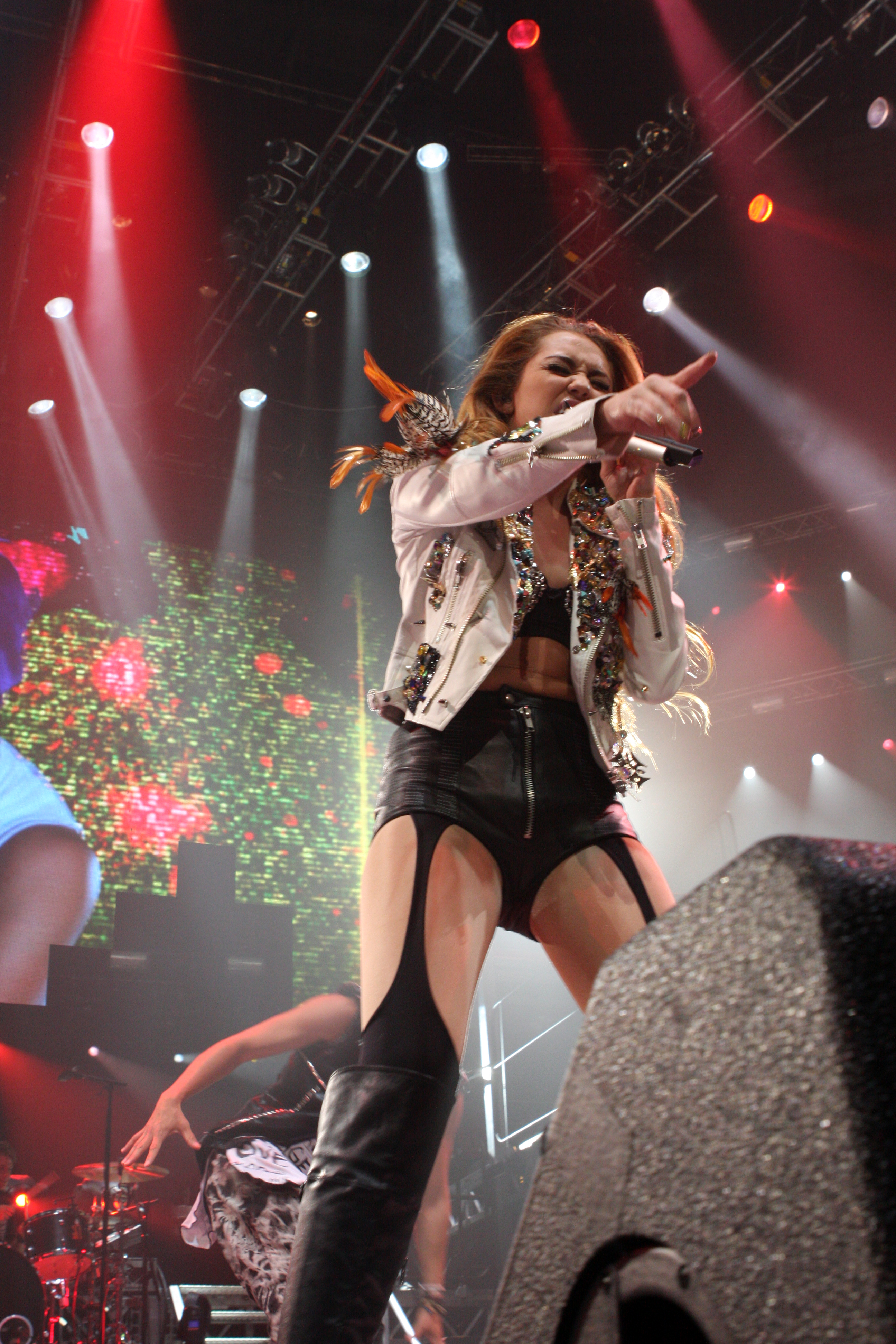
Cyrus fellépés közben a Gypsy Heart turnéján São Paulóban, 2011-ben

Az érettebb arculat kialakításának reményében Cyrus szerepelt a Nicholas Sparks regénye alapján készült Az utolsó dal (2010) című filmben. A film negatív kritikákat kapott, de kasszasiker volt. Cyrus harmadik stúdióalbumának, a Can’t Be Tamed (2010) megjelenésével tovább próbálta alakítani imázsát. Az album a korábbi kiadványainál táncorientáltabb hangzást mutatott be, és jelentős mértékű vitát váltott ki a szöveges tartalma és Cyrus élő fellépései miatt. A megjelenés első hetében 106 000 példányban kelt el, és ez lett az első stúdióalbuma, amely nem került a Billboard 200-as lista élére az Egyesült Államokban. Az album második és egyben utolsó kislemeze, a Who Owns My Heart kizárólag a Németországban jelent meg.[forrás?] Cyrus még októberben kiadta Hannah Montanaként utolsó filmzenéjét, amely kereskedelmi kudarcot vallott.[forrás?]
Cyrus további botrányok tárgya volt, amikor 2010 decemberében egy online közzétett videó azt mutatta, hogy az akkor tizennyolc éves lány szalviát szív egy vízipipával. A 2010-es évet a Forbes Celebrity 100-as listáján a tizenharmadik helyen zárta. 2011 áprilisában indult világkörüli Gypsy Heart turnéjára, amelynek nem voltak észak-amerikai dátumai; ennek okaként különböző vitatható pillanatait említette, azt állítva, hogy csak oda akart utazni, ahol „a legtöbb szeretetet” érezte. A Can’t Be Tamed megjelenése után Cyrus hivatalosan is elvált a Hollywood Records-tól. Mivel a Hannah Montana iránti kötelezettségei teljesültek, Cyrus bejelentette, hogy szünetet kíván tartani a zenéléssel, hogy színészi karrierjére koncentrálhasson. Megerősítette, hogy nem fog főiskolára járni.
Cyrus volt a házigazdája a Saturday Night Live 2011. március 5-i epizódjának, ahol viccelődött a közelmúltbeli botrányain. Novemberben bejelentették, hogy Cyrus lesz Mavis hangja a Hotel Transylvania című animációs filmben; 2012 februárjában azonban kikerült a projektből, és Selena Gomezzel helyettesítették. Akkoriban Cyrus azt mondta, azért hagyta ott a filmet, mert a zenéjén akart dolgozni; később kiderült, hogy a kilépésének valódi oka az volt, hogy akkori barátjának, Liam Hemsworthnek vett egy pénisz alakú születésnapi tortát, és megnyalta azt. Feltűnt az MTV Punk’d című televíziós sorozatában Kelly Osbourne-nal és Khloé Kardashiannal. Cyrus Demi Moore mellett szerepelt a LOL (2012) című független filmben. A film korlátozott ideig volt látható; kritikai és kereskedelmi kudarcot vallott. Szerepelt a Totál beépülve című vígjátékban, amelyben egy főiskolai diákszövetségben dolgozó beépített FBI-ügynököt alakított.
Cyrus 2012 tavaszán és nyarán Backyard Sessions néven egy sor élő előadást tett közzé a YouTube-on; az előadásokon olyan klasszikus dalokat adott elő, amelyeket szeretett. Miután az előző évben elkezdett dolgozni egy sikertelen negyedik albumon, Cyrus 2012 végén folytatta a munkát egy új zenei projekten. Együttműködött a Rock Maffia producereivel a Morning Sun (2012) című dalukban, amelyet ingyenesen letölthetővé tettek az internetről. Korábban már szerepelt a debütáló kislemezük, a The Big Bang (2010) klipjében. Cyrus később Borgore Decisions (2012) című számában vendégvokálozott. Cyrus és Hemsworth is szerepelt a dal klipjében. Ezután vendégszerepelt Missi szerepében a CBS Két pasi – meg egy kicsi című sitcomjának két epizódjában. Cyrus jelentős médiafigyelmet keltett, amikor levágatta a hagyományosan hosszú, barna haját egy szőke, pixie frizura javára; azt nyilatkozta, hogy „soha életében nem érezte még ennyire jól magát”, és hogy „ez tényleg megváltoztatta az életét”.

### 2013–2015:BangerzésMiley Cyrus & Her Dead Petz

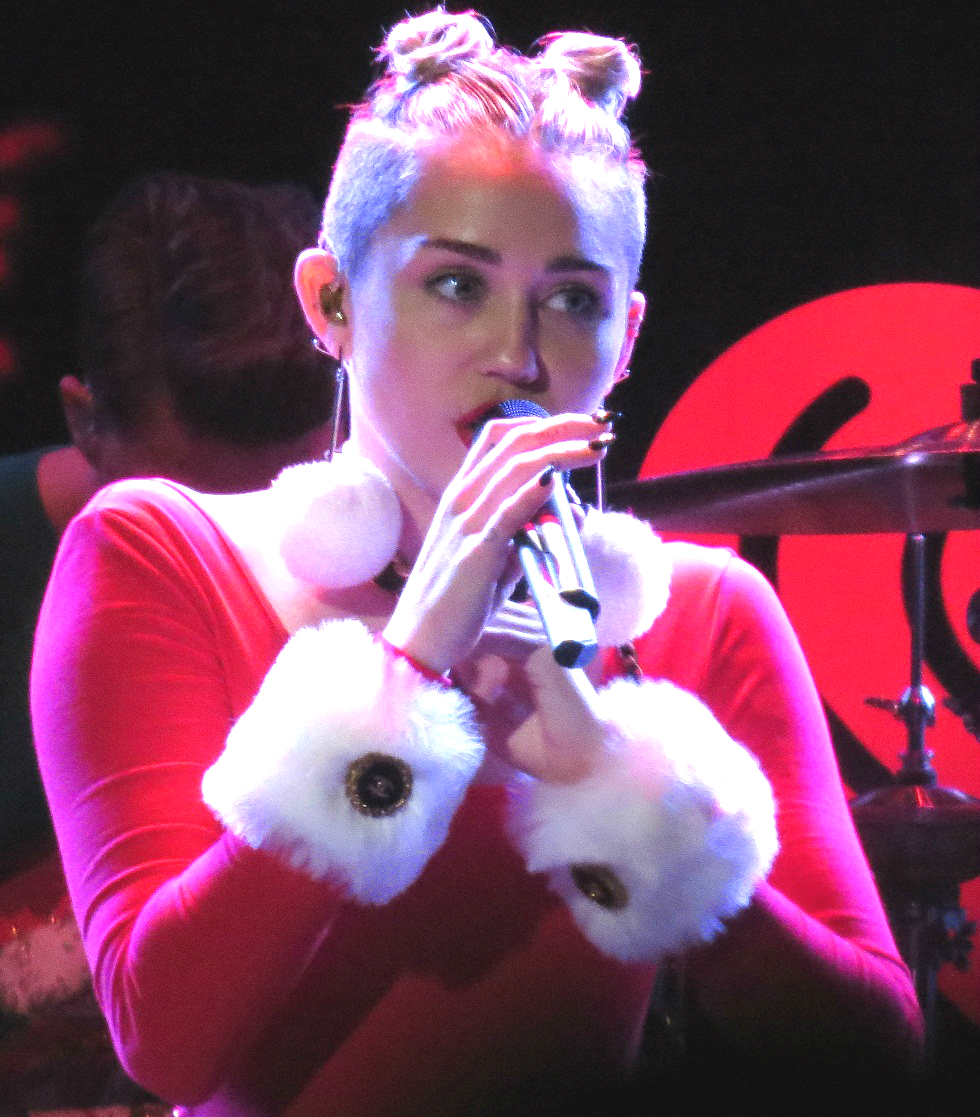
Cyrus fellépés közben a 2013-as Jingle Ballon a floridai Tampában

2013-ban Cyrus Larry Rudolphot fogadta fel menedzsernek, bár jelenleg Adam Leber menedzseli; Rudolph leginkább Britney Spears képviseletéről ismert. Megerősítették, hogy Cyrus leszerződött az RCA Recordshoz a jövőbeli kiadványaihoz. Negyedik stúdióalbumán olyan producerekkel dolgozott együtt, mint Pharrell Williams és Mike Will Made-It, ami egy hiphop által befolyásolt hangzást eredményezett. Számos hiphop előadóval dolgozott együtt, és közreműködött Snoop Lion Ashtrays and Heartbreaks (2013) című dalában, amely a Reincarnated című tizenkettedik stúdióalbumának első kislemezeként jelent meg. Együttműködött will.i.am-mel a Fall Down (2013) című dalban, amely még abban a hónapban promóciós kislemezként jelent meg. A dal a Billboard Hot 100-as listáján az ötvennyolcadik helyen nyitott, ami az első megjelenése a listán a Can’t Be Tamed (2010) óta. Vendégként vokálozott Lil Twist Twerk című dalában, amelyben Justin Bieber is vokálozott. A dal ismeretlen okokból nem jelent meg, de kiszivárgott az interneten. 2013. május 23-án megerősítették, hogy Cyrus szerepelni fog Mike Will Made It 23 című kislemezén, Wiz Khalifával és Juicy J-vel. A kislemez a Hot 100-as listán a tizenegyedik helyig jutott, és 2013-ig több mint egymillió példányban kelt el világszerte.
Cyrus június 3-án adta ki új kislemezét, a We Can’t Stopot. A visszatérő kislemezként beharangozott dal világméretű kereskedelmi siker lett, és többek között olyan területeken vezette a slágerlistákat, mint az Egyesült Királyság. A dal videóklipje a megjelenést követő huszonnégy órán belül beállította a Vevo rekordját a legtöbb megtekintés tekintetében, és a leggyorsabban érte el a 100 milliós nézettséget az oldalon. Cyrus Robin Thicke-kel lépett fel a 2013-as MTV Video Music Awards-on, amely fellépés széles körű médiafigyelmet és nyilvános kritikát váltott ki. Szimulált szexuális aktusát egy habszivacs ujjal „felkavarónak”, az egész előadást pedig „felháborítónak” minősítették. Cyrus a díjátadó napján adta ki a Wrecking Ball (2013) című dalt a Bangerz második kislemezeként. A hozzá készült videóklipet, amelyben meztelenül leng egy hatalmas golyón, a megjelenését követő 24 órában több mint tizenkilencmillióan nézték meg, és egyesek bírálták, mert állítólag tárgyiasítja Cyrust, köztük az énekesnő, Sinéad O'Connor, aki szerint „elhomályosítod a tehetségedet, ha hagyod, hogy csicskáztassanak, akár a zeneipar, akár te magad csinálod”. Ennek ellenére a kislemez lett Cyrus első olyan dala, amely a Hot 100-as lista élére került az Egyesült Államokban, és három hétig tartotta az első helyet. Több mint kétmillió példányban kelt el.

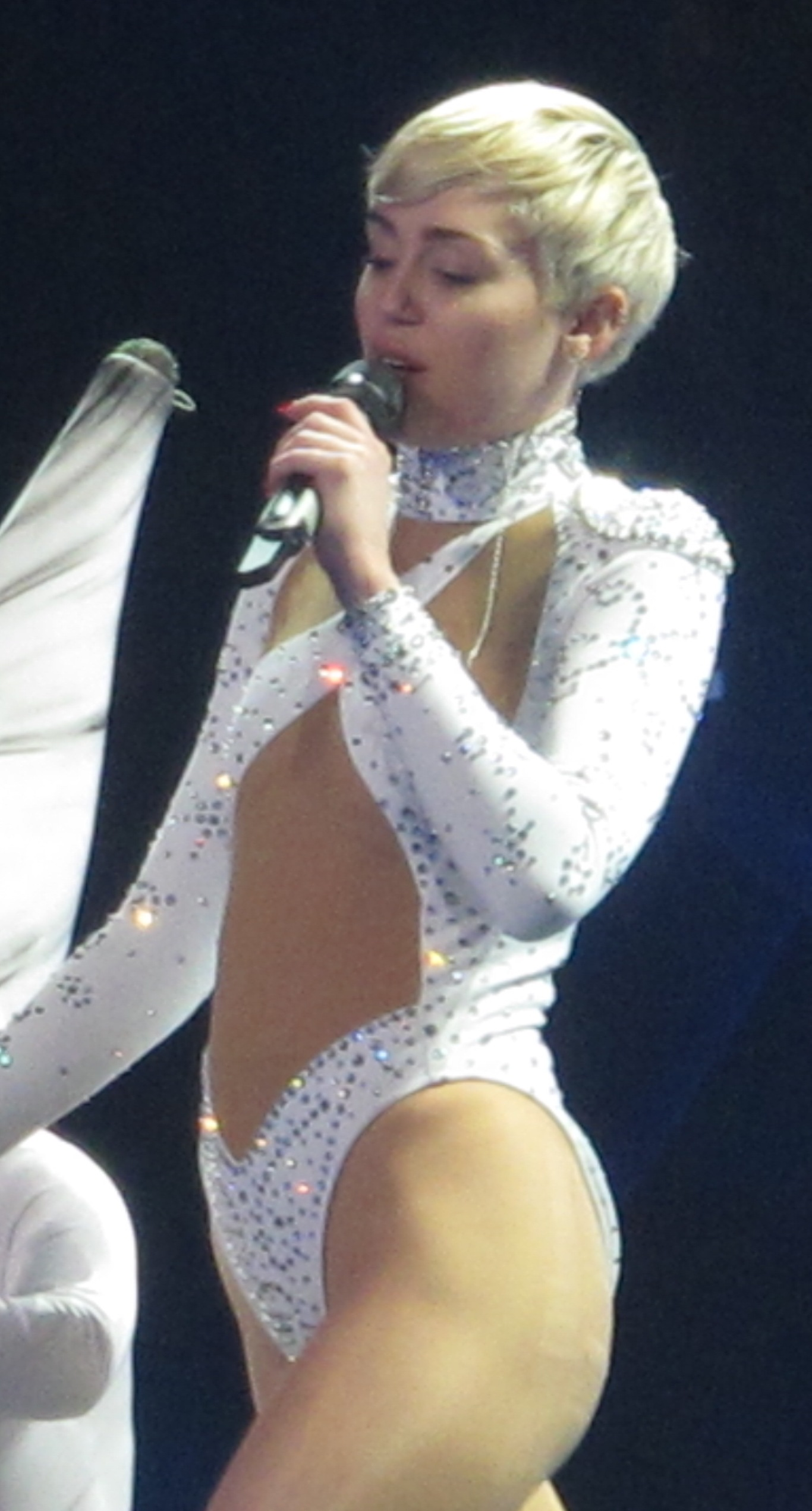
Cyrus fellépés közben a 2014-es Bangerz turnéján

2013. október 2-án az MTV levetítette a Miley: The Movement című dokumentumfilmet, amely az október 4-én megjelent Bangerz című negyedik stúdióalbumának felvételeit mutatja be. Az album kereskedelmi siker volt, a Billboard 200-as listáján az első helyen debütált 270 000 példányos első heti eladással. Október 5-én Cyrus már másodszor volt a Saturday Night Live házigazdája. November 5-én Cyrus szerepelt a rapper Future Real and True című dalában Mr. Hudsonnal; a hozzá tartozó klipet öt nappal később, 2013. november 10-én mutatták be. 2013 végén az MTV Az év előadójának választotta.
2014. január 29-én akusztikus koncertet adott az MTV Unplugged című műsorában, ahol a Bangerz-ről adott elő dalokat Madonna vendégszereplésével. Ez lett az elmúlt évtized legmagasabb nézettségű MTV Unplugged koncertje, több mint 1,7 millió streaminggel. Cyrus szerepelt a Marc Jacobs 2014-es tavaszi kampányában is Natalie Westling és Esmerelda Seay Reynolds mellett. Még abban az évben elindította vitatott Bangerz Tour elnevezésű turnéját (2014), amelyet a kritikusok pozitívan fogadtak. Két hónappal később Cyrus alaszkai Klee Kai kutyáját halálra marcangolva találták otthonában, miután összekapott egy prérifarkassal. Két héttel később Cyrus allergiás reakciót kapott az arcüreggyulladás kezelésére felírt cefalexin nevű antibiotikumra, ami miatt kórházba került Kansas Cityben. Bár az amerikai turné néhány időpontját átütemezte, két héttel később folytatta a turnét, és megkezdte az európai etapot.
Miközben a Flaming Lips zenekarral együttműködve a Beatles Sgt. Pepper’s Lonely Hearts Club Band című albumának remake-jén, a With a Little Help from My Fwends-en dolgozott, Cyrus Wayne Coyne-nal kezdett el dolgozni ötödik stúdióalbumán. Azt mondta, hogy időt szán arra, hogy a zenére koncentráljon, és hogy az album addig nem jelenik meg, amíg úgy nem érzi, hogy készen van. Coyne a Cyrusszal közös anyagát a Pink Floyd és a Portishead katalógusaihoz hasonlította, és úgy jellemezte a hangzásukat, mint „egy kicsit bölcsebb, szomorúbb, igazabb verzióját” Cyrus popzenei teljesítményének. Cyrus ebben az időszakban dolgozott a Három király tesó (2015) és az A Very Murray Christmas (2015) című filmekben is; mindkét szerep cameo volt.
2015-ben kezdtek felröppenni olyan hírek, hogy Cyrus egyszerre két albumon dolgozik, amelyek közül az egyiket ingyenesen szeretné kiadni. Ezt a menedzsere is megerősítette, aki azt állította, hogy hajlandó felbontani a szerződését az RCA Records-szal, ha nem engedik, hogy ingyen kiadjon egy albumot. Cyrus volt a 2015-ös MTV Video Music Awards házigazdája, ezzel ő lett az első nyíltan pánszexuális házigazda, és a show fináléjában meglepetésszerűen előadta új dalát, a Dooo It!-t (2015). Közvetlenül a fellépés után Cyrus bejelentette, hogy ötödik stúdióalbuma, a Miley Cyrus & Her Dead Petz (2015) ingyenesen streamelhető a SoundCloudon. Az albumot elsősorban Cyrus írta és készítette, és experimentálisnak és pszichedelikusnak nevezték, a pszichedelikus pop, a pszichedelikus rock, és az alternatív pop elemeivel.

### 2016–2017:The VoiceésYounger Now

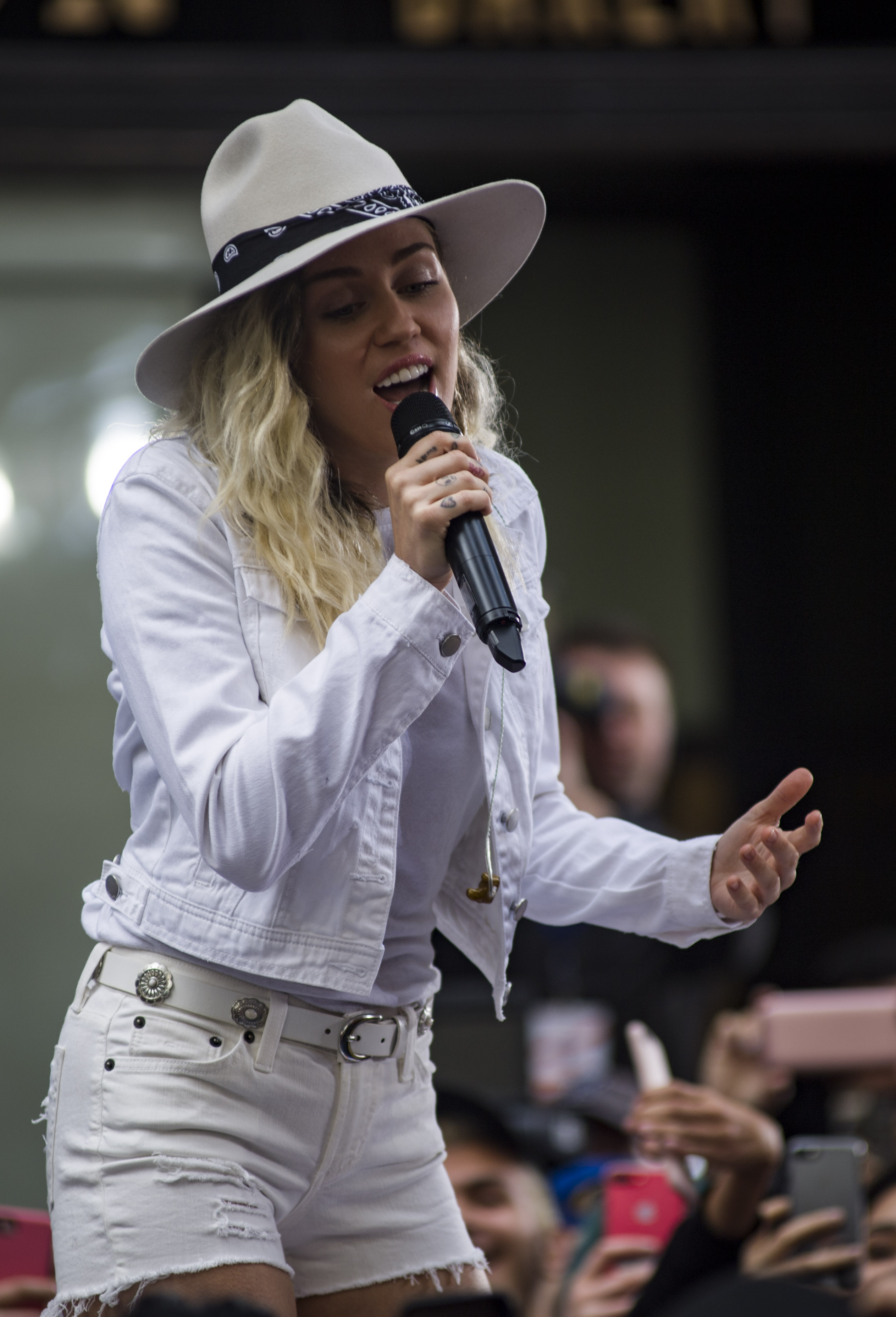
Cyrus fellépése a The Today Show-ban 2017-ben

2016-ban, az előző évben megjelent ötödik stúdióalbumát követően Cyrus folytatta a munkát hatodik stúdióalbumán.. A The Voice című tehetségkutató műsor tizedik évadában kiemelt tanácsadóként működött közre. Márciusban Cyrus leszerződött a The Voice tizenegyedik évadának coach-aként Gwen Stefani helyére; Cyrus lett a legfiatalabb coach, aki a műsor bármelyik változatában szerepelt. 2016 szeptemberében Cyrus közreműködött a Crisis in Six Scenes című sorozatban, amelyet Woody Allen készített az Amazon Studios számára. Egy radikális aktivistát alakított, aki a rendőrség elől bujkálva káoszt okoz egy konzervatív 1960-as évekbeli háztartásban. 2016. szeptember 17-én megjelent a The Tonight Show Starring Jimmy Fallon című műsorában, és feldolgozta Bob Dylan Baby, I’m In the Mood for You című dalát. Cyrusnak volt egy nem kreditált szinkronszerepe is Mainframe-ként a 2017 májusában bemutatott A galaxis őrzői Vol. 2. című szuperhősfilmben.
2017. május 11-én Cyrus kiadta a Malibu című dalt hatodik albumának első kislemezeként. A kislemez a 64. helyen debütált a Billboard Hot 100-as listáján, és a második héten a 10. helyen végzett. Június 9-én Cyrus kiadta az Inspired című számot, miután előadta a dalt a One Love Manchester jótékonysági koncerten. A dal promóciós kislemezeként szolgált. Augusztus 8-án Cyrus bejelentette, hogy hatodik stúdióalbumának címe Younger Now lesz, és 2017. szeptember 29-én jelenik meg. Az album címadó dala augusztus 18-án jelent meg a második kislemezeként, és a Billboard Hot 100-as listáján a 79. helyen debütált. Augusztus 27-én Cyrus előadta a számot a 2017-es MTV Video Music Awards-on. Szeptember 15-én a Malibu, a Younger Now, a See You Again, a Party in the U.S.A. dalait és Roberta Flack The First Time Ever I Saw Your Face (írta Ewan McColl) című slágerének feldolgozását adta elő a BBC Radio 1 Live Lounge műsorában. Október 2-án, a The Tonight Show Starring Jimmy Fallon című műsor egyhetes rendszeres zenei fellépésének részeként Cyrus 2011 óta először énekelte el 2009-es slágerét, a The Climb-et, Dido No Freedom című dalának feldolgozása mellett, hogy így tisztelegjen a Las Vegas-i lövöldözés áldozatai előtt. Az előbbi dalt azóta több jótékonysági eseményen, tüntetésen és felvonuláson is előadták, többek között a washingtoni „March For Our Lives” (Menet az életünkért) tüntetésen. Ugyanebben az évben Cyrus egy évadnyi szünet után coachként tért vissza a The Voice tizenharmadik évadába. 2017. október 5-én Cyrus megerősítette, hogy nem tér vissza a The Voice tizennegyedik évadába. 2017. október 30-án Cyrus elárulta, hogy nem ad ki további kislemezeket a Younger Now-ról, és nem is indul turnéra.

### 2018–2019:She Is ComingésFekete tükör
A Younger Now 2017 szeptemberi megjelenése előtt Cyrus úgy nyilatkozott, hogy „már két dallal a következő albumon dolgozik”. Hetedik stúdióalbumához olyan producerek csatlakoztak, mint Mike Will Made It korábbi munkatársa, valamint Mark Ronson és Andrew Wyatt új munkatársai. Ronsonnal való első közös munkája, a Nothing Breaks Like a Heart a 2019-es Late Night Feelings című albumról 2018. november 29-én jelent meg, és kiváló kereskedelmi fogadtatásban részesült, különösen Európában, ahol az Egyesült Királyság kislemezlistájának második helyén végzett, valamint Írországban, és több kelet-európai országban, köztük Magyarországon vagy Horvátországban is a slágerlisták élén szerepelt.
2019 első negyedévében Cyrus meglehetősen felkapott lett a feldolgozásaival. Miután 2018-ban már részt vett a Fleetwood Macet ünneplő MusiCares Person of the Year rendezvényen, egy évvel később visszatért, hogy tisztelegjen keresztanyja, Dolly Parton karrierje előtt, és előadta az Islands in the Stream-et Shawn Mendes kanadai énekes-dalszerző oldalán, akivel pár nappal később a 61. Grammy-díjátadón is előadta az In My Blood-ot. Cyrus további feldolgozásai közé tartozik Ariana Grande No Tears Left to Cry című dalának feldolgozása a BBC Radio Live Lounge című műsorában, az I Am The Highway című Chris Cornell tribute koncerten való részvétele, ahol az As Hope & Promise Fade című dalt énekelte, valamint Elton John Don’t Let The Sun Go Down On Me című dalának feldolgozása, amely a Revamp: Reimagining the Songs of Elton John & Bernie Taupin című tribute albumon szerepel. Cyrus is tiszteletét tette John előtt az I’m Still Standing: A Grammy Salute to Elton John tribute koncerten 2018-ban, ahol feldolgozta a The Bitch Is Back című dalt.

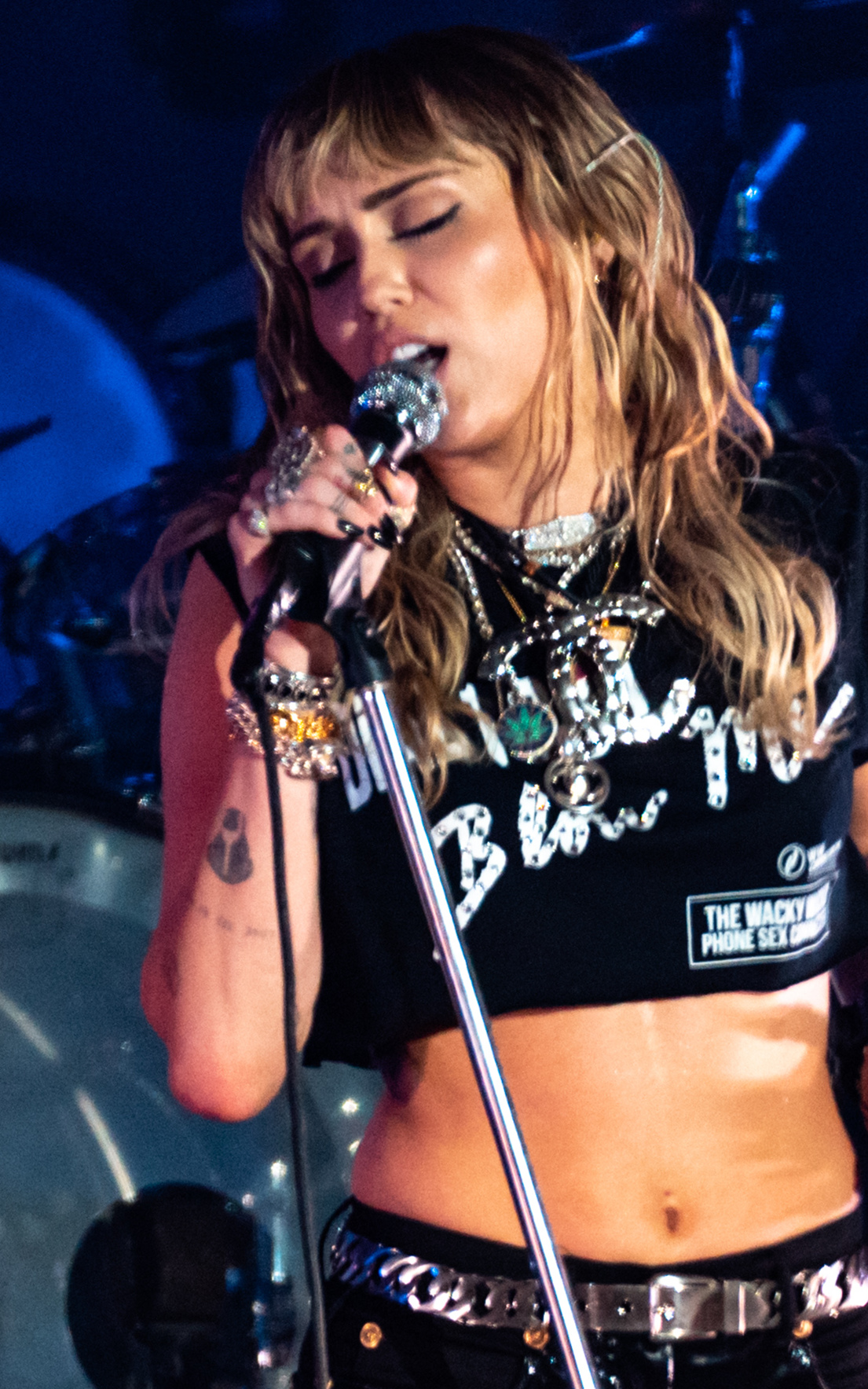
Cyrus előadás közben a Primavera Sound fesztiválon

Cyrus 2019. május 31-én tweetelte, hogy hetedik stúdióalbumának címe She Is Miley Cyrus lesz, és három hatszámos EP-ből fog állni, amelyek a teljes album előtt fognak megjelenni: She Is Coming május 31-én, She Is Here nyáron, She Is Everything pedig ősszel. A She Is Coming, amelyen RuPaul, Swae Lee, Mike Will Made It és Ghostface Killah is közreműködött, az ötödik helyen debütált az amerikai Billboard 200-as listán 36 000 album-egyenértékű egységgel, míg a Mother’s Daughter című kislemezdal az 54. helyet szerezte meg az amerikai Billboard Hot 100-as listán. A Mother’s Daughter Wuki remixe a 62. Grammy-díjátadón A legjobb remixelt felvétel kategóriában kapott jelölést, míg az eredeti videóklip két MTV Video Music Awards-díjat nyert. Cyrus az EP-t egy nyári európai turnéval népszerűsítette, amely olyan A-listás fesztiválokat látogatott meg, mint a Glastonbury és a Primavera Sound.
Cyrus szerepelt a Netflix Fekete tükör című sci-fi sorozatának „Rachel, Jack and Ashley Too” című epizódjában, amelyet Dél-Afrikában forgattak 2018 novemberében. A Netflixen 2019. június 5-én jelent meg. Az epizódban ő játszotta a fiktív popsztárt, Ashley O-t, és ő adta a hangját a mesterséges intelligencia babájának, Ashley Too-nak. A cselekményt Britney Spears gondnokság alá helyezéséhez és a „Free Britney” mozgalomhoz hasonlították, amelynek Cyrus is szószólója volt. Az epizód On a Roll című dalához készült videóklip június 13-án jelent meg; maga a dal és a Right Where I Belong című B oldal másnap jelent meg a digitális platformokon.
Június 27-én derült ki, hogy Cyrus Ariana Grandéval és Lana Del Rey-vel dolgozott együtt a Don’t Call Me Angel című dalban, amely a 2019-es Charlie angyalai című film soundtrackjének első kislemeze lesz. A dal 2019. szeptember 13-án jelent meg. 2019 augusztusában Cyrus kiadta a Slide Away című dalt, az első dalát, mióta bejelentette, hogy különvált akkori férjétől, Hemsworth-től. A dal utalt a szakításukra, és olyan dalszövegeket tartalmazott, mint például „Move on, we're not 17, I'm not who I used to be” („Lépj tovább, nem vagyunk 17 évesek, nem az vagyok, aki régen voltam”). 2019 szeptemberében megjelent egy videóklip, amely további utalásokat tartalmazott, többek között egy kőr tízes játékkártyát egy medence alján, amely a Hemsworth-szel való évtizedes kapcsolatának végét jelképezte.

### 2020–2022:Plastic Hearts, kiadó váltás és televíziós projektek
2020. augusztus 14-én Cyrus kiadta hetedik stúdióalbumának első kislemezét, a Midnight Sky-t, és megerősítette a She Is Here és She Is Everything című EP-k lefújását, mivel az életében a közelmúltban jelentős változások történtek, amelyek nem illettek a projekt lényegéhez, beleértve a Hemsworth-től való válását, és a pár házának leégését a kaliforniai tűzvész során. A Midnight Sky a 2017-es Malibu óta a legmagasabb helyezést elérő szóló kislemeze lett, és a 14. helyen végzett az amerikai Billboard Hot 100-as listáján. Nemzetközi szinten, az Egyesült Királyságban a dal az ötödik helyen szerepelt a UK Singles Charton. A számot később összemixelték Stevie Nicks Edge of Seventeen című dalával.
Októberben Cyrus harmadik alkalommal tartott Backyard Sessiont az MTV-n, és az Instagramon keresztül bejelentette, hogy hetedik stúdióalbuma, a Plastic Hearts 2020. november 27-én jelenik meg. Korábban She Is Miley Cyrus címmel tervezték megjelentetni, ezzel befejezve az EP-sorozatot, miután véglegesítették. Az albumot a kritikusok pozitív kritikákkal fogadták, és jól teljesített, a Billboard 200-as listáján 60 000 egységgel a második helyen debütált, és ezzel a tizenkettedik Top 10-es belépője lett. Ezzel Cyrus megdöntötte a 21. századi női előadó által az amerikai Billboard 200-as Top 5-ös mezőnyében legtöbbször elért album rekordját. A Plastic Hearts jelezte Cyrus lépését a rock és a glam rock zene felé, és két további kislemezt is eredményezett: A Prisoner Dua Lipa angol énekesnővel és az Angels like You, amelyek az Egyesült Királyságban a 8., illetve a 66. helyen végeztek. Az albumon Billy Idollal és Joan Jett-tel is közösen vokálozott. A nagy érdeklődésre való tekintettel Cyrus a Blondie Heart of Glass és a The Cranberries Zombie című dalának élő feldolgozását is felvette a lemezre.
Cyrus elnyerte a 2020-as Webby Special Achievement díjat. 2021 februárjában Cyrus fellépett a legelső TikTok Tailgate show-n Tampában, 7500 oltott egészségügyi dolgozó előtt. Ez a Super Bowl LV előtti előadásként szolgált. TikTok és a CBS adta le. Az előadás szerepelt az Angels like You című dalhoz készült videóklipben. 2021 márciusában Cyrus elhagyta az RCA-t, és leszerződött a Columbia Recordshoz, amely az RCA testvércége a Sony Music égisze alatt. Ugyanebben a hónapban Cyrus visszaemlékezett Hannah Montanaként töltött napjaira, és a sorozat 15. évfordulójára nyílt levelet írt a karakterének a közösségi médiában, annak ellenére, hogy a beszámolók szerint Montanaként töltött napjai identitásválságot okoztak Cyrusnak. A sorozat esetleges újjáélesztéséről szóló pletykák azóta is tartanak. 2021. április 23-án The Kid Laroi kiadta Without You című kislemezének remixét Cyrus közreműködésével, amely az első kiadványa a Columbia Records alatt. 2021. április 3-án Cyrus az Indianapolisban megrendezett NCAA March Madness Final Four versenyen lépett fel.
2021 májusában Cyrus egy átfogó szerződést írt alá az NBCUniversal-lal, beleértve egy first-look szerződést a stúdiójával, a Hopetown Entertainmenttel, amelynek részeként projekteket fog fejleszteni a cég üzletei számára, és három különkiadásban fog szerepelni; az első projekt a szerződésből a Stand By You Pride koncert különkiadás volt, amely a következő hónapban jelent meg a Peacockon. Júniusban Cyrus kiadta a Metallica Nothing Else Matters című dalának stúdió feldolgozását, amely bekerült a The Metallica Blacklist című tribute albumra, amely a zenekar azonos című lemezének tiszteletére készült, különböző művészek által felvett feldolgozásokat tartalmaz, és az eredeti album 30. évfordulója alkalmából jelent meg. A számban Elton John zongorán, Yo-Yo Ma és a Red Hot Chili Peppers zongoristája, Chad Smith is közreműködik. Az énekesnő eredetileg 2020 októberében utalt egy Metallica feldolgozásalbumra, és már élőben is előadta a számot a Glastonbury-i szettje alatt.
A Plastic Hearts népszerűsítésére Cyrus egy koncertturnét ígért az album megjelenése körül. A turnét a járvány miatt elhalasztották, de Cyrus 2021 nyarán számos zenei fesztivál fő fellépője volt az országban, többek között az Austin City Limits, a Lollapalooza és a Music Midtown fesztiválokon. Még abban az évben elárulta, hogy 2022 elején hét év után először turnézik Dél-Amerikában. Az NBCUniversallal kötött szerződésének második különkiadása a Miley’s New Year’s Eve Party volt, amelyet Cyrus a Saturday Night Live szereplőjével, Pete Davidsonnal közösen vezetett Miamiból, és amelyen fellépett Cyrus, a 24kGoldn, Anitta, Billie Joe Armstrong, Brandi Carlile, Jack Harlow, Kitty Cash és Saweetie.
2022 februárjában Cyrus elindult a Plastic Hearts című albumot népszerűsítő Attention Tour című zenei fesztivál-turnéjára, amely Észak-, Dél- és Közép-Amerikában zajlott. Ez volt az első dél-amerikai turnéja a 2011-es Gypsy Heart Tour óta. A turné 2022. március 26-án ért véget. 2022. április 1-jén Cyrus kiadta harmadik koncertalbumát Attention: Miley Live címmel. Az album nagy részét a Super Bowl Music Fest részeként 2022. február 12-én a Los Angeles-i Crypto.com Arénában rendezett koncertjén rögzítették, a setlist a Plastic Hearts, Miley Cyrus & Her Dead Petz, Bangerz, The Time of Our Lives, Breakout és Meet Miley Cyrus című albumok dalait tartalmazza, valamint több feldolgozást is. Az album két kiadatlan számot is tartalmaz – az Attention-t és a You-t. Azt mondta, hogy az albumot „a rajongók a rajongóknak készítették”. Emily Swingle a Clash-től elismerően nyilatkozott Cyrus sokoldalú énekhangjáról, mondván, hogy „a hangja valóban olyan erő, amivel számolni kell, zökkenőmentesen illeszkedik bármilyen műfajba, amit választ. A 4x4 című játékos country-hiphop számtól kezdve a rap-hangsúlyos 23-on át a Janis Joplin Maybe című dalának bluesos, erőteljes feldolgozásáig, úgy tűnik, Cyrus szinte bármilyen műfajba be tud illeszkedni, amibe csak belekapaszkodik.” A hónap végén Cyrus kiadta az album deluxe verzióját, amely hat további dalt tartalmaz, köztük a Mother’s Daughter és a Boys Don’t Cry mashupját Anitta közreműködésével, amelyek többnyire a brazíliai Lollapalooza fesztiválon és más latin-amerikai koncerteken töltött idejéből származnak. A következő hónapban az NBC bejelentette, hogy a Miley’s New Year’s Eve Party-t megújították egy második rész erejéig, amelyet 2022–23 szilveszterén sugároznak majd. 2022 augusztusában bejelentették, hogy Cyrus szerepelni fog a Dolly Parton’s Mountain Magic Christmas című karácsonyi tévéfilmben, amelyet Dolly Parton készített az NBC számára.
2022 decemberében Morrissey bejelentette, hogy Cyrus szeretné, ha a két évvel korábban felvett, de még meg nem jelent lemezéről levennék a háttérvokálját.

### 2023–jelen:Endless Summer VacationésSomething Beautiful
2022 végén Cyrus és régi munkatársa, Mike Will Made It 2023-ban megjelenő új zenét ígértek, utóbbi közösségi oldalán. Cyrus továbbra is egy rejtélyes promóciós kampánnyal – amely a világ városaiban elhelyezett plakátokat, visszaszámlálást a weboldalán és videóelőzeteseket tartalmazott – jelezte az új zenei korszakot, „Új év, új Miley” felirattal. Napokkal később, a Miley’s New Year’s Eve Party második kiadásán jelentették be az énekesnő következő kislemezét, a Flowers-t. 2023. január 13-án jelent meg, és egy Jacob Bixenman által rendezett videóklip is kísérte. A Flowers a Billboard Hot 100, a Global 200 és a Global Excl. US listák első helyén debütált; tizenhárom hetet töltött a globális listák élén. Nyolc nem egymást követő héten át vezette a Hot 100-as listát, és ez volt Cyrus második és leghosszabb ideig listavezető amerikai kislemeze, közel egy évtizeddel a Wrecking Ball (2013) után. A Flowers világsiker és Cyrus legnagyobb slágere lett, 37 országban vezette a slágerlistákat, például Ausztráliában, Kanadában, Franciaországban, Németországban és az Egyesült Királyságban. Ez volt a legtöbbet streamelt és letöltött dal a különböző platformokon számos országban, és a legtöbbet lejátszott dal az amerikai rádiókban; mindkettő 2023-ban. A Spotify-on a ez lett a leggyorsabban a 100 millió és az 1 milliárd lejátszást (7 és 112 nap) meghaladó szám, akkoriban. 38 hetével a csúcson, minden idők leghosszabb ideig vezette a Billboard Adult Contemporary slágerlistáját. A Flowers több régióban is az év végi slágerlisták élére került, és a Billboard 2023-as év végi Hot 100-as listáján az év második legjobban teljesítő dala volt. A Nemzetközi Hanglemezipari Szövetség (IFPI) szerint ez volt a 2023-as év legkelendőbb dala világszerte. A szám demóváltozata 2023. március 3-án jelent meg.
Cyrus nyolcadik stúdióalbuma, az Endless Summer Vacation 2023. március 10-én jelent meg. Kid Harpoonnal, Greg Kurstinnel, Mike Will Made It-tel és Tyler Johnsonnal közösen készítette. Cyrus januárban jelentette be az albumot, annak borítójával és előzetesével együtt. Első stúdiómunkája a Columbia Recordsnál, a lemezt úgy jellemezte, mint „az LA-hez írt szerelmes levelét”, amely tükrözi azt az erőt, „amelyet a fizikai és mentális jólétre való összpontosításban talált”. Az albumon Brandi Carlile-lel és Sia-val is közreműködik. Az Endless Summer Vacation az amerikai Billboard 200-as listán a harmadik helyen debütált, az első héten 119 000 album-egyenértékű egységgel. Ez volt Cyrus tizedik top ötös és tizennegyedik top tízes szereplése a listán. Az album második kislemeze, a River 2023. március 13-án jelent meg. Az amerikai Hot 100-as listán a 32. helyen debütált, a Hot Dance/Electronic Songs listán pedig a második helyen végzett. A Jaded, amely az 56. helyezést érte el, 2023 áprilisában lett a harmadik kislemez; a dalhoz készült videóklip májusban jelent meg.
Az Endless Summer Vacation (Backyard Sessions) című dokumentumfilmes koncertkülönkiadás a Backyard Sessions sorozat keretében március 10-én mutatkozott be a Disney+-on, az album megjelenését kísérve. A Cyrus által készített produkcióban az énekesnő dalokat ad elő az albumról, valamint a 2009-es The Climb című kislemezét, amelyben Rufus Wainwright is közreműködik. Júniusban vendégszerepelt Van szerepében a Netflix Emberi Erőforrások című felnőtt animációs sitcomjának második évadában. A Disney+ különkiadás frissített változatát Endless Summer Vacation: Continued (Backyard Sessions) címmel 2023. augusztus 24-én mutatták be az ABC-n. Egy nappal később Cyrus kiadta a Used to Be Young című kislemezt, amely az Endless Summer Vacation digitális újrakiadásán szerepelt. A szám a nyolcadik helyen debütált az Egyesült Államokban, ami Cyrus tizenkettedik Top 10-es kislemezét jelentette. 2023. október 20-án jelent meg Parton Rockstar című albumának utolsó kislemezeként Cyrus 2013-as Wrecking Ball című kislemezének Dolly Parton által készített rockos újrafelvétele, amelyben az előbbi vendégénekesként közreműködött. A Billboard szerint Cyrus a harmadik legkelendőbb női előadó és a kilencedik legkelendőbb zenész volt 2023-ban.
2024 februárjában, a 66. Grammy-díjátadón Cyrus hat jelölést kapott, köztük Az év albuma és A legjobb popalbum kategóriában az Endless Summer Vacationért, és megnyerte Az év felvétele és A legjobb szóló popénekes teljesítmény díját a Flowers-ért – ez volt Cyrus első Grammy-győzelme. A Cynthia Plaster Caster által inspirált Tiffany Plastercaster szerepében tűnt fel az Ethan Coen rendezte Szökevény csajok című vígjátékban, amelyet még abban a hónapban bemutattak. 2024 elején közreműködött Pharrell Williams Doctor (Work It Out) című dalában. A dal a Bangerz című negyedik albumának (2013) anyagáról származik; 2017-ben kiszivárgott az interneten, majd átdolgozták és újra felvették, mielőtt 2024. március 1-jén megjelent volna. Cyrus közreműködött a II Most Wanted című dalban Beyoncé Cowboy Carter című albumán. A dal az album harmadik kislemezeként jelent meg 2024. április 26-án, és a Top 10-be került az Egyesült Államokban, az Egyesült Királyságban és a Global 200-as listán. Az Everyone’s Getting Involved: A Tribute to Talking Heads’ Stop Making Sense című Talking Heads-tribute albumon szereplő 16 előadó egyikeként Cyrus a zenekar Psycho Killer című dalának szintetizátoros dance-pop feldolgozását adta elő. Az album 2024. május 17-én jelent meg az A24 Music gondozásában. Augusztusban Cyrust a 2024-es D23 Expón Disney-legendává avatták és kitüntetésben részesítették; ő a legfiatalabb díjazott a történelemben. A Gia Coppola rendezte Az utolsó táncosnő című film soundtrack albumán Cyrus társszerzőként vette fel a Beautiful That Way című dalt; december 9-én promóciós kislemezként jelent meg. A dal elnyerte a 15. Hollywood Music in Media Awards-on A legjobb eredeti dal független filmben kategória díját, és jelölték a 82. Golden Globe-gálán A legjobb eredeti dalnak, valamint a 30. Critics’ Choice Awards-on A legjobb dalnak. 2025 februárjában Cyrus előadta a Crazy Little Thing Called Love és a Nothing Compares 2 U című dalok feldolgozását Brittany Howarddal, valamint a Flowers című dalt az SNL50: The Homecoming Concert és a Saturday Night Live 50. évfordulós különkiadásában.
Kilencedik stúdióalbuma, a Something Beautiful 2025. május 30-án jelent meg. Cyrus és Shawn Everett koprodukciójában készült, előbbi úgy jellemezte, hogy az album a „gyógyulás” témája köré összpontosul. Az azonos című zenés filmet, amelyet Cyrus, Jacob Bixenman és Brendan Walter közösen rendezett, a Columbia Records 2025 júniusában fogja moziban bemutatni a lemez vizuális kísérőjeként. A Cyrus, az XYZ Films, Panos Cosmatos és a Live Nation Entertainment koprodukciójában készült vizuális albumot „egyedülálló popoperának” nevezték.

## Művészete

### Zenei stílus és hatások
Miley Cyrust elsősorban popénekesnőként jellemzik, aki rockos stílust is kialakított. Zenéje számos más műfajt is érint, többek között tini popot, country-t, hiphopot, és pszichedelikus zenét. Cyrus Elvis Presley-t nevezte meg legnagyobb inspirációjaként. Olyan művészeket nevezett meg befolyásoló erőként, mint Madonna, Lana Del Rey, Dolly Parton, Timbaland, Whitney Houston, Christina Aguilera, Joan Jett, Lil Kim, Shania Twain, a Hanson, a OneRepublic és Britney Spears. Cyrust zenei karrierje kezdete óta túlnyomórészt popelőadóként jellemzik. A Hannah Montana 2: Meet Miley Cyrus debütáló stúdiómunkáját úgy jellemezték, hogy a Hannah Montana kiadványaihoz hasonlóan pop-rock és bubblegum pop hangzással rendelkezik. Cyrus azt remélte, hogy a Breakout (2008) megjelenése segít eltávolodni ettől a hangzástól; a lemezen Cyrus különböző műfajokkal kísérletezett. Cyrus nyolc dal társszerzője volt az albumon, és Cyrus így nyilatkozott: „Remélem, hogy ez a lemez megmutatja, hogy mindennél inkább dalszerző vagyok”. A korai lemezein található dalok szövegei a szerelem és a kapcsolatok témáját járják körül.
Cyrus mezzoszoprán hangterjedelemmel rendelkezik, bár hangját egyszer altként jellemezték, „nashville-i csípősséggel” mind a beszélt, mind az énekhangjában. Hangja jellegzetes, reszelős hangzású, hasonlóan Pink és Amy Winehouse hangjához. A Party in the U.S.A. (2009) című dalban a vokálja „dallamos” beütésű, míg az Obsessed (2009) című dalban „rekedtes” énekként írják le. Az olyan kiadványok, mint a The Climb (2009) és a These Four Walls (2008) a country zene elemeit tartalmazzák, és Cyrus „vibráló énekét” mutatják be. Cyrus a Fly on the Wall-on (2008) kísérletezett az elektropop hangzással, egy olyan műfajjal, amelyet a Can’t Be Tamed (2010), a harmadik stúdióalbumának megjelenésével tovább folytatott. Eredetileg úgy tervezték, hogy elkészülte előtt rockelemeket tartalmaz majd, és Cyrus a megjelenés után azt állította, hogy ez lehet az utolsó popalbuma. Az album dalai arról szólnak, hogy Cyrus mind magánéletében, mind szakmai életében szabadságra vágyik. A Bangerz (2013) című lemezén egy zenei szünet alatt kezdett dolgozni, és a megjelenés előtt úgy jellemezte a lemezt, hogy „piszkos déli hangulatú”. A kritikusok kiemelték a hiphop és a szintipop használatát az albumon. Az album dalai időrendi sorrendben a Liam Hemsworth-szel való megromlott kapcsolatának történetét mesélik el. Cyrus a Miley Cyrus & Her Dead Petz (2015) című albumát úgy jellemezte, hogy „egy kicsit pszichedelikus, de még mindig a pop világában”. A rockzene által befolyásolt Plastic Hearts című albumához Cyrus Britney Spearst és a Metallicát nevezte meg fő hatásként. Az Endless Summer Vacation (2023) albuma pop, valamint dance-pop stílusú és úgy jellemezték „mintha a karrierje több mint 15 évének összefoglalója lenne, Cyrus egy jól felkészült turista könnyedségével szeli át a műfajokat”. Cyrus az album koncepcióját a Los Angeles iránti vonzalmával hozta összefüggésbe.

### Színpadi előadások
Cyrus vitatott zenei fellépéseiről vált ismertté, többek között a Bangerz Tour (2014) és a Milky Milky Milk Tour (2015) során. A 2009-es Teen Choice Awards-on a Party in the U.S.A. című dalának előadása „országos felháborodást” váltott ki a ruhája és a rúdtánc miatt. Hasonló vitát váltott ki a Can’t Be Tamed (2010) előadása a Britain’s Got Talentben, ahol az énekesnő úgy tett, mintha megcsókolta volna az egyik női háttértáncosnőjét a színpadon; megvédte az előadást, azzal érvelve, hogy nem tett semmi rosszat.
Cyrus a média és a nagyközönség figyelmének középpontjába került, miután a 2013-as MTV Video Music Awards-on előadta a We Can’t Stop (2013) és a Blurred Lines (2013) című dalokat Robin Thicke-kel. Egy hússzínű latex kétrészesbe öltözve egy hatalmas habszivacs ujjal megérintette Thicke ágyékrészét, és az ágyékához twerkelt. Az előadás a médiában nagy port kavart; az egyik kritikus egy „rossz hallucinogén utazáshoz” hasonlította, míg egy másik szerint „a szó klasszikus értelmében vett katasztrófa volt, mivel a közönség reakciója a zavarodottság, a döbbenet és a horror keveréke volt a zavarba ejtés koktéljában”. Cyrus a Bangerz Tour színpadára egy nyelv alakú csúszdán lecsúszva lépett be, és a turné során egyedi öltözékével és pikáns előadásaival hívta fel magára a média figyelmét.

## Imidzse

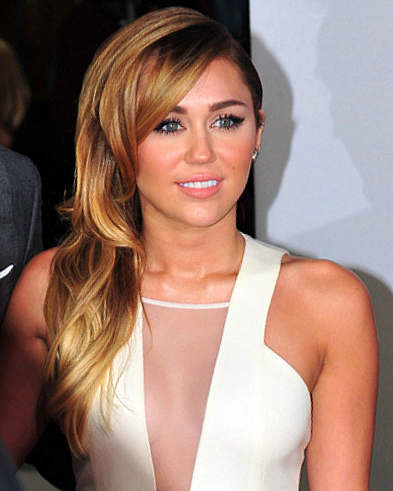
Cyrus a 2012-es People’s Choice Awards díjátadón

Karrierje első éveiben Cyrusnak általában véve pozitív volt a tinibálvány imázsa. Hírneve drámaian megnőtt a Vanity Fair 2008-as fotóbotránya nyomán, és a hírek szerint a Cyrusról készült fotókat akár 2000 dollárért is el lehetett adni a fotóügynökségeknek. A következő években az imidzse tovább változott drámaian a tinibálvány státuszához képest. 2008-ban Donny Osmond így írt Cyrus közelgő felnőtté válásáról: „Miley-nak szembe kell néznie a felnőttkorral... Ahogy ezt teszi, meg akarja majd változtatni az imidzsét, és ez a változás viszontagságokkal fog találkozni”. A 2010-es Can’t Be Tamed című albumának megjelenése után Cyrus hivatalosan is megpróbált eltávolodni tinédzserkori személyiségétől azzal, hogy vitaindító videoklipeket adott ki a Can’t Be Tamed és a Who Owns My Heart című dalaihoz. Viselkedése 2013 és 2014 folyamán jelentős vitákat váltott ki, bár keresztanyja, Dolly Parton szerint „...a lány tud írni. A lány tud énekelni. A lány okos. És nem kell ilyen radikálisan viselkednie. De tiszteletben tartom a döntéseit. Én a magam módján csináltam, szóval miért ne csinálhatná ő is a maga módján?”
Cyrus 2014-ben a Forbes legbefolyásosabb hírességek listáján a 17. helyen szerepelt; a magazin megjegyzi, hogy „legutóbb akkor került fel a listánkra, amikor még a Hannah Montana-pénzből gazdálkodott. Mostanra a popénekesnő felnőtt, és minden alkalommal botrányoknak esik áldozatul”. 2014 augusztusában Miley Cyrus életét egy képregényben dokumentálták Fame: Miley Cyrus címmel; a könyv a 2013-as ellentmondásos MTV Video Music Awards előadásával kezdődik, és kitér a Disney-hírnévre, valamint a Tennessee-ben töltött gyermekkorának feltárására. A képregényt Michael L. Frizell írta, Juan Luis Rincón rajzolta, és nyomtatott és digitális formában is elérhető. 2010 szeptemberében Cyrus a tizedik helyre került a Billboard első alkalommal kiadott, a 2010-es év legdögösebb kiskorú zenei előadóinak listáján; 2011-ben a huszonegyedik, 2012-ben pedig a tizennyolcadik helyre került. A Maxim 2013-ban Cyrust az első helyre sorolta az éves Hot 100-as listáján. Cyrust a Time magazin 2013 novemberében beválasztotta az Év embere finalistái közé; a munkatársak szavazatainak 16,3%-ával a harmadik helyen végzett. 2014 márciusában a New York-i Skidmore College elindított egy speciális témájú szociológiai kurzust „The Sociology of Miley Cyrus: Race, Class, Gender and Media” címmel, amely „Miley-t használta lencseként, amelyen keresztül az identitásról, a szórakoztatásról, a médiáról és a hírnévről való szociológiai gondolkodásmódot vizsgálta”. 2015-ben Cyrus egyike volt a The Advocate által az év emberének választott kilenc jelöltnek.

## Magánélete
Cyrus a kaliforniai Hidden Hillsben lakik, és van egy 5,8 millió dolláros otthona szülővárosában, Franklinben is. Bár Cyrus keresztényként nevelkedett, és gyermekkorában és korai felnőtt életében is így azonosította magát, a "Milky Milky Milk" (2015) című dalának szövegében utalásokat tesz a tibeti buddhizmusra, és a hindu hit is hatással van rá. 2019-ben bejelentette, hogy tudatosan nem szeretne gyermeket vállalni.

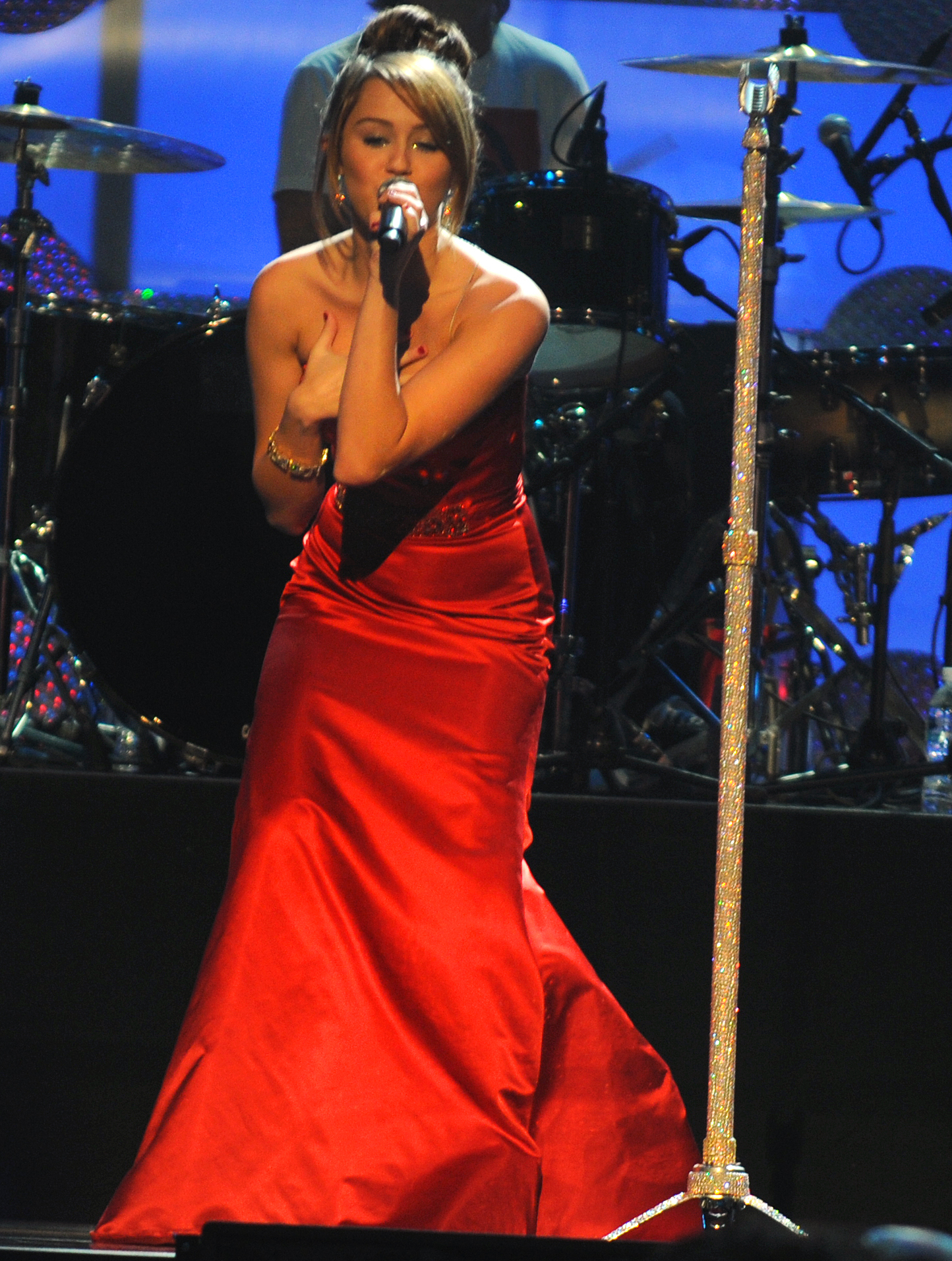
Cyrus fellépése a washingtoni Verizon Centerben 2009. január 19-én

### Szexualitás és nemiség
Cyrus 14 évesen coming outolt az édesanyjának és azt mondta: „Soha nem akarom magam felcímkézni! Kész vagyok szeretni bárkit, aki olyannak szeret, amilyen vagyok! Nyitott vagyok.” 2015 júniusában a Time magazin arról számolt be, hogy Cyrus genderfluid, vagyis egyszerre több nemhez tartozónak érzi magát. Idézték, amikor kijelentette, hogy „nem kötődik ahhoz, hogy fiú vagy lány legyen, és nekem sem kell, hogy a partnerem fiú vagy lány legyen”. Cyrus kijelentette, hogy „szó szerint nyitott minden egyes dologra, ami beleegyezéses, és amiben nem szerepel állat, és mindenki nagykorú”.
Cyrus támogatja az LMBT közösséget. A My Heart Beats for Love (2010) című dalát Cyrus egyik meleg barátjának írta, azóta pedig azt állította, hogy London a kedvenc fellépési helye a kiterjedt meleg színtér miatt. Cyrus a gyűrűsujjára egy egyenlőségjelet is tetováltatott az azonos neműek házasságát támogatva. Miután 2018-ban összeházasodott egy férfival, Cyrus hivatalosan is kijelentette, hogy még mindig queernek vallja magát. 2014-ben megalapította a Happy Hippie Alapítványt, amely „a hajléktalan fiatalok, az LMBTQ fiatalok és más kiszolgáltatott csoportok igazságtalansága ellen küzd”.

### Veganizmus
Cyrus 2014-ben lett vegán, és felhagyott az állati eredetű termékek fogyasztásával. 2020 szeptemberében Cyrus a The Joe Rogan Experience című műsorban elárulta, hogy át kellett állnia a peszkatáriánus étrendre, miután omega-3-hiányban szenvedett: „Nagyon sokáig vegán voltam, és azért kellett bevezetnem a halat és az omegákat az életembe, mert az agyam nem működött megfelelően”. Cyrus továbbá elárulta, hogy elsírta magát, amikor a vegán diéta után először evett halat: „Sírtam a hal miatt... nagyon fáj nekem halat enni”. Döntése, hogy felhagy a vegán életmóddal, visszatetszést váltott ki a vegán és vegetáriánus közösség tagjaiból, akik azzal vádolták Cyrust, hogy „feladta a vegán étrendet”.

### Kannabisz fogyasztás
Cyrus nyíltan beszélt a kannabisz rekreációs használatáról. A Rolling Stone-nak 2013-ban azt mondta, hogy ez „a legjobb drog a világon”, és az MDMA-val együtt „boldogságdrognak” nevezte. A 2013-as MTV Europe Music Awards-on A legjobb videóért járó díjat átvéve Cyrus a színpadon egy jointot szívott; ezt eltávolították a show késleltetett közvetítéséből az Egyesült Államokban. A W magazinnak adott 2014-es interjújában Cyrus azt nyilatkozta, hogy „imádom a füvet” és „egyszerűen imádok betépni”. Egy 2017-es interjúban a The Tonight Show Starring Jimmy Fallon című műsorában Cyrus azt mondta, hogy a Younger Now albumának sajtókörútja előtt leszokott a kannabiszról, hogy „szupertiszta” tudjon lenni, amikor a lemezről beszél. Egy Andy Cohennek adott 2018-as interjúban édesanyját okolta, hogy újra hozzászoktatta a kannabiszhoz. 2019-ben Cyrus a Nothing Breaks Like a Heart című dalában közreműködő Mark Ronsonnak egy kannabiszcsokrot küldött a Lowell Herb Co-tól, mint vicces Valentin-napi ajándékot. Augusztusban befektetett a kannabisz üzletbe.
A 2019 novemberében végzett hangszálműtét előtt és nem sokkal utána Cyrus azt nyilatkozta, hogy megőrizte tisztaságát a kannabisz és az alkohol fogyasztásától.

### Párkapcsolatok
Cyrus elmondta, hogy 2006 júniusától 2007 decemberéig járt Nick Jonas énekes-színésszel, és azt állította, hogy „szerelmesek” voltak, és nem sokkal az első találkozásuk után kezdtek randizni. Kapcsolatuk jelentős médiafigyelmet keltett. Cyrus 2008 és 2009 között kilenc hónapig volt kapcsolatban Justin Gaston modellel. Az Utolsó dal forgatása alatt Cyrus 2009-ben kezdett bele egy„se veled, se nélküled” kapcsolatba színésztársával, Liam Hemsworth-szel. A szakítások alatt Cyrus közeli kapcsolatba került Lucas Till (2009) és Josh Bowman (2011) színészekkel. Cyrus és Hemsworth először 2012 májusától 2013 szeptemberéig voltak jegyesek. Patrick Schwarzenegger színésszel (2014-2015) és Stella Maxwell modellel (2015) is járt.
Cyrus és Hemsworth 2016 márciusában újrakezdték kapcsolatukat, és októberben újra eljegyezték egymást. 2018 novemberében Cyrus és Hemsworth otthona leégett a kaliforniai Woolsey tűzvészben. December 23-án Cyrus és Hemsworth egy privát esküvői szertartáson házasodtak össze nashville-i otthonukban. Úgy érezte, hogy házassága „újradefiniálta, hogy milyen lehet egy olyan queer személy számára, mint ő maga, hetero kapcsolatban élni, bár szexuálisan még mindig nagyon vonzódik a nőkhöz”. Cyrus jelezte, hogy a szertartás „egy kicsit sem volt jellemző [rá]", mert "[ők] mindig is gyűrűt hordtak és semmiképpen sem volt rá szükségük. Úgy vélte, hogy az otthonuk elvesztése volt a katalizátor a házasságkötéshez, arra hivatkozva, hogy az időzítést jónak érezte, és hogy senki sem garantálja a következő napot, vagy a rákövetkezőt, ezért [megpróbál] minél többet 'a mostban' lenni”. 2019. augusztus 10-én Cyrus bejelentette a különválásukat; tizenegy nappal később Hemsworth beadta a válókeresetet, „kibékíthetetlen ellentétekre” hivatkozva, és a válásukat 2020. január 28-án véglegesítették.
Miután bejelentette a Hemsworth-től való szakítását, 2019 augusztusától szeptemberéig Kaitlynn Carterrel járt. Cyrus 2019 októberében kezdett el randizni az ausztrál énekessel, Cody Simpsonnal, aki régi barátja. 2020 augusztusában Cyrus bejelentette, hogy ő és Simpson szakítottak. Bejelentése egybeesett a Midnight Sky című kislemezének megjelenésével, amelyet a Hemsworth-szel, Carterrel és Simpsonnal való szakítása ihletett.

## Diszkográfia
- Meet Miley Cyrus (2007)
- Breakout (2008)
- Can’t Be Tamed (2010)
- Bangerz (2013)
- Miley Cyrus & Her Dead Petz (2015)
- Younger Now (2017)
- Plastic Hearts (2020)
- Endless Summer Vacation (2023)
- Something Beautiful (2025)

## Turnék
Önálló turnék
- Best of Both Worlds Tour (2007–2008)
- Wonder World Tour (2009)
- Gypsy Heart Tour (2011)
- Bangerz Tour (2014)

Promóciós turnék
- Milky Milky Milk Tour (2015)
- Attention Tour (2022)

Felvezető előadóként
- The Cheetah Girls – The Party’s Just Begun Tour (2006–2007)

## Filmográfia

### Filmek
| Év   | Magyar cím (Eredeti cím)                                                                                                  | Szerep                         | Magyar hang        |
| ---- | --- | ------------------------------ | ------------------ |
| 2003 | Nagy Hal (Big Fish) | Fiatal Ruthie                  |                    |
| 2007 | Szerelmes hangjegyek 2. (High School Musical 2)                                                                           | Medencénél táncoló lány        | Nem szólal meg     |
| 2008 | Hannah Montana – Miley Cyrus: Mindenből a legjobbat koncert (Hannah Montana and Miley Cyrus: Best of Both Worlds Concert) | Önmaga                         |                    |
| 2008 | Volt (Bolt) | Penny (hang)                   | Kardos Eszter      |
| 2009 | Hannah Montana – A film (Hannah Montana – The Movie)                                                                      | Miley Stewart / Hannah Montana | Csifó Dorina       |
| 2010 | Az utolsó dal (The Last Song)                                                                                             | Veronica 'Ronnie' Miller       | Csifó Dorina       |
| 2010 | Szex és New York 2. (Sex and the City 2)                                                                                  | Önmaga                         | Nem szólal meg     |
| 2011 | Justin Bieber: Soha ne mondd, hogy soha (Justin Bieber: Never Say Never)                                                  | Önmaga                         |                    |
| 2012 | Zűrös kamaszok (LOL) | Lola                           | Bogdányi Titanilla |
| 2012 | Totál beépülve (So Undercover)                                                                                            | Molly / Brook                  | Bogdányi Titanilla |
| 2013 | A Miley-jelenség (Miley: The Movement)                                                                                    | Önmaga                         |                    |
| 2013 | (21 Candles: Miley's MTV Moments)                                                                                         | Önmaga                         |                    |
| 2014 | (Miley Cyrus: Bangerz Tour)                                                                                               | Önmaga                         |                    |
| 2015 | (Jeremy Scott: The People's Designer)                                                                                     | Önmaga                         |                    |
| 2015 | Másnap(os) karácsony (The Night Before)                                                                                   | Önmaga                         | Bogdányi Titanilla |
| 2015 | (A Very Murray Christmas)                                                                                                 | Önmaga                         |                    |
| 2017 | A galaxis őrzői vol. 2. (Guardians of the Galaxy Vol. 2)                                                                  | Mainframe (hang)               | Galiotti Barbara   |

### Televízió
| Év         | Sorozat                                              | Szerep                                        | Megjegyzés                                          |
| ---------- | ---------------------------------------------------- | --------------------------------------------- | --------------------------------------------------- |
| 2001, 2003 | (Doc)                                                | Kylie                                         | Három epizód                                        |
| 2006–2011  | Hannah Montana (Hannah Montana)                      | Miley Stewart / Hannah Montana, Luann Stewart | Főszereplő Magyar hangja Bogdányi Titanilla         |
| 2006       | Zack és Cody élete (The Suite Life of Zack and Cody) | Miley Stewart / Hannah Montana                | Egy epizód: Hannah Montana édes élete a szállodában |
| 2006–2008  | (Disney Channel Games)                               | Önmaga                                        | Szereplő                                            |
| 2007       | Király suli (The Emperor's New School)               | Yatta (hang)                                  | Három epizód                                        |
| 2007       | Cserecsapat (The Replacements)                       | Híres ember (hang)                            | Egy epizód: The Frog Prince                         |
| 2010       | Zack és Cody a fedélzeten (The Suite Life on Deck)   | Miley Stewart / Hannah Montana                | Egy epizód: Dupla keresztezés                       |
| 2011       | (Eat Bulaga!)                                        | Önmaga                                        | Egy epizód                                          |
| 2011–2018  | (Saturday Night Live)                                | Önmaga                                        | Hat epizód                                          |
| 2012       | (Punk’d)                                             | Önmaga                                        | Két epizód                                          |
| 2012       | Két pasi – meg egy kicsi (Two and a Half Men)        | Missi                                         | Két epizód Magyar hangja Bogdányi Titanilla         |
| 2013       | (Styled to Rock )                                    | Önmaga                                        | Egy epizód: Miley's Sexy Night Out                  |
| 2015       | (Stone Quackers)                                     | Gördeszkás galamb (hang)                      | Egy epizód: A Farewell to Kings / The Bug Show      |
| 2015       | (Jimmy Kimmel Live!)                                 | Önmaga                                        | Vendég                                              |
| 2016–2017  | (The Voice)                                          | Önmaga                                        | Mester (11., 13. évad) Műsorvezető (12. évad)       |
| 2016       | (Crisis in Six Scenes)                               | Lennie Dale                                   | Főszereplő                                          |
| 2016       | (The Ellen DeGeneres Show)                           | Önmaga                                        | Társműsorvezető egy epizódban                       |
| 2017       | (The Tonight Show Starring Jimmy Fallon)             | Önmaga                                        | Vendég                                              |
| 2017–2018  | (Carpool Karaoke: The Series)                        | Önmaga                                        | Két epizód                                          |
| 2019       | RuPaul – Drag Queen leszek! (RuPaul's Drag Race)     | Önmaga                                        | Vendég bíró                                         |
| 2019       | Fekete tükör (Black Mirror)                          | Ashley Too                                    | Egy epizód: Rachel, Jack és Ashley Too              |
| 2023       | Emberi erőforrások (Human Resources)                 | Van (hang)                                    | 5 epizód magyar hangja Timkó Eszter                 |